# Internationale Filmfestspiele Berlin 2022

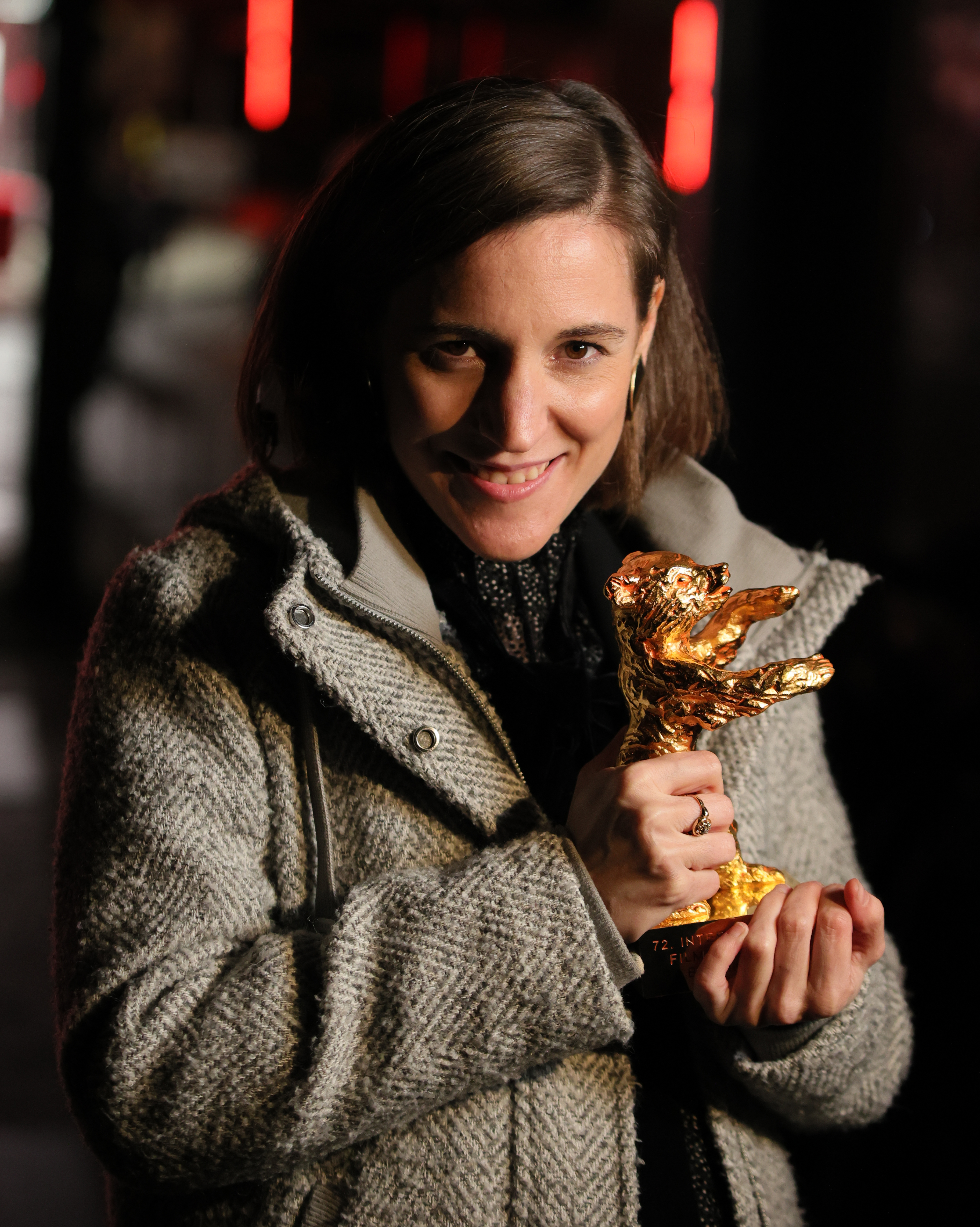
Carla Simón, Regisseurin des preisgekrönten Films Alcarràs

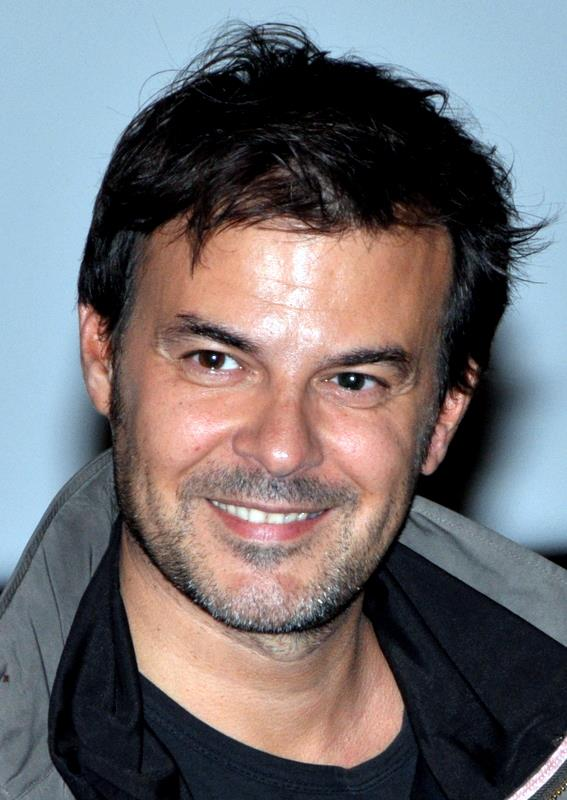
François Ozon eröffnete das Festival mit seinem Spielfilm Peter von Kant.

Die 72. Internationalen Filmfestspiele Berlin (Berlinale) fanden vom 10. bis 20. Februar 2022 statt. Sie standen zum dritten Mal unter der Leitung von Carlo Chatrian (künstlerischer Leiter) und Mariette Rissenbeek (Geschäftsführung). Als Eröffnungsfilm wurde François Ozons Peter von Kant ausgewählt. Mit dem Hauptpreis wurde die spanisch-italienische Koproduktion Alcarràs von Carla Simón ausgezeichnet.
Nachdem die vorherige Auflage aufgrund der COVID-19-Pandemie in zwei zeitlich getrennten Blöcken veranstaltet wurde, wurde die Berlinale in diesem Jahr wie gewohnt als Präsenzveranstaltung abgehalten. Dafür wurde das Programm um ein Viertel reduziert und die Preisverleihung fand bereits am 16. Februar statt. Der „Publikumstag“ wurde zudem auf vier Tage ausgedehnt.

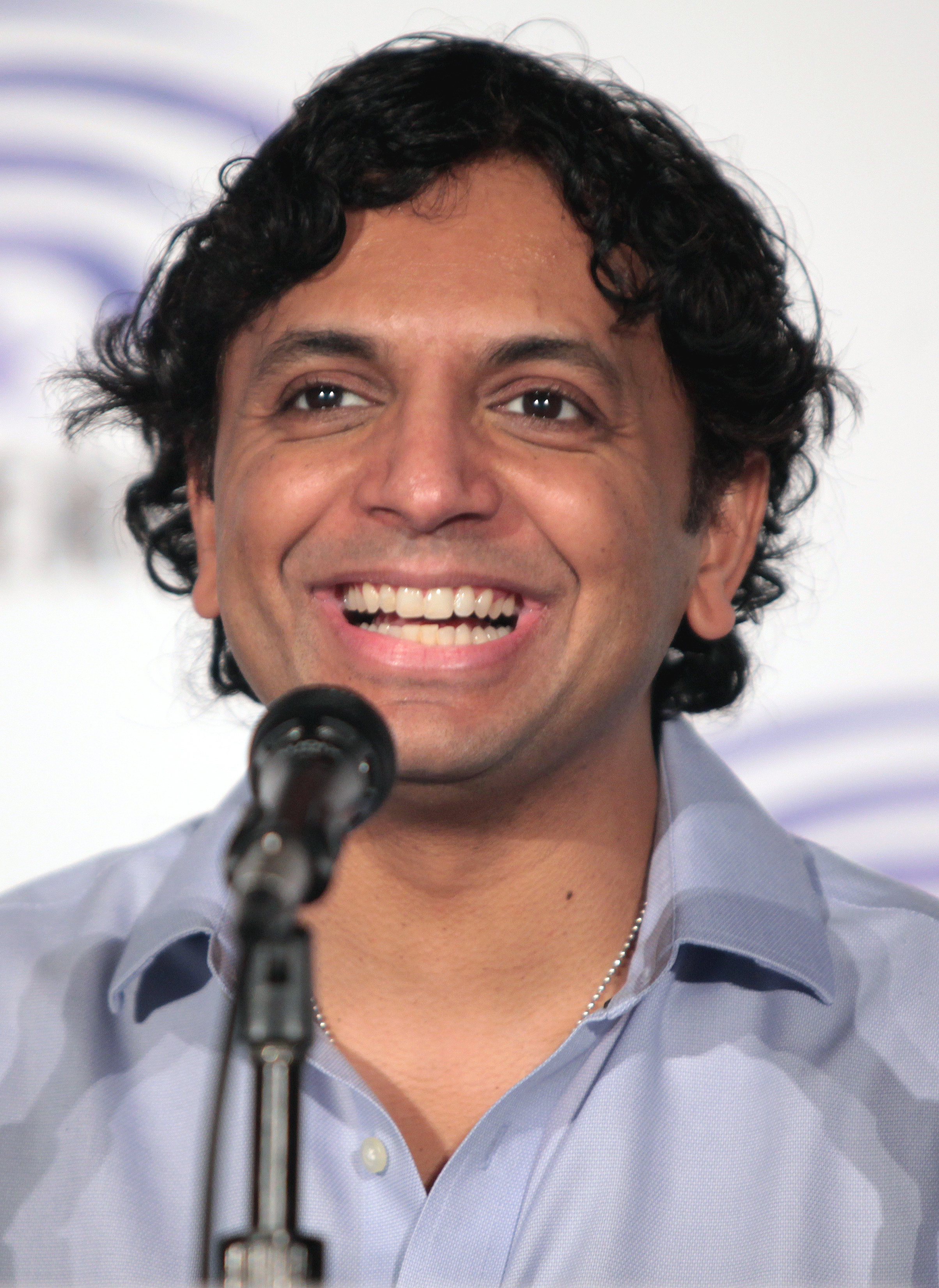
Jurypräsident 2022: M. Night Shyamalan

Als Präsident der Wettbewerbsjury wurde der US-amerikanische Filmemacher M. Night Shyamalan ausgewählt. Mit dem Goldenen Ehrenbären und einer Hommage wurde die französische Schauspielerin Isabelle Huppert geehrt.

## Hintergrund

### Filmeinreichung
Wie in der Vergangenheit wurden bis auf Industrie- oder Werbefilme in allen Sektionen Spielfilme, dokumentarische Formen, Animationsfilme und Experimentalfilme akzeptiert. Nach dem pandemiebedingten Aussetzen bei der vorherigen Auflage wurden zur Berlinale 2022 auch wieder Kurzfilme für die Generation-Wettbewerbe angenommen.
Bis zum 3. November 2021 konnten Langfilme, bis zum 17. November Kurzfilme und bis zum 24. November Serien eingereicht werden.

### Präsenzveranstaltung
Anfang Oktober 2021 wurde bekannt, dass sowohl die Filmfestspiele, als auch der European Film Market (10. bis 17. Februar 2022), der Berlinale Co-Production Market (12. bis 16. Februar 2022) sowie Berlinale Talents (12. bis 17. Februar 2022) und World Cinema Fund planen, Angebote prioritär vor Ort als Präsenzveranstaltung abzuhalten. Darüber werden Online-Formate angeboten. Der Umfang des Filmprogramms orientiert sich an der vor der Pandemie abgehaltenen 2020er-Auflage. Das Theater am Potsdamer Platz (Berlinale Palast) bleibt zentrale Spielstätte, wo sich auch das Pressezentrum, Serviceeinrichtungen und das CinemaxX als weiteres Festivalkino befinden. Darüber bespielt die Berlinale wie in der Vergangenheit zahlreiche Kinos in Berlin und bringt Festivalfilme auch unter dem Format „Berlinale Goes Kiez“ in verschiedene Programmkinos.
In der ersten Novemberhälfte 2021 wurden Informationen zu den Corona-Zugangsregeln und zum Online-Ticketing bekanntgegeben.
Die abschließende Publikumsveranstaltung fand am 20. Februar 2022 im Titania-Palast und damit an jenem Ort statt, wo die Berlinale 1951 zum ersten Mal stattgefunden hat.

## Offizielle Sektionen

### Wettbewerb um den Goldenen Bären

#### Internationale Jury
Als Präsident der Wettbewerbsjury wurde der US-amerikanische Filmemacher M. Night Shyamalan ausgewählt.
Dem Jury-Präsidenten stehen bei der Vergabe der Preise mehrere Jurymitglieder zur Seite, die am 4. Februar 2020 benannt wurden:
- Karim Aïnouz, brasilianisch-algerischer Filmregisseur (Teilnehmer am Wettbewerb 2014)
- Saïd Ben Saïd, französisch-tunesischer Filmproduzent
- Anne Zohra Berrached, deutsche Filmregisseurin (Teilnehmerin am Wettbewerb 2016)
- Tsitsi Dangarembga, simbabwische Filmemacherin und Schriftstellerin
- Ryūsuke Hamaguchi, japanischer Filmregisseur (Großer Preis der Jury 2021)
- Connie Nielsen, dänisch-amerikanische Schauspielerin

#### Filme
18 Filme konkurrieren im Wettbewerb um den Goldenen und die Silbernen Bären, darunter 17 Weltpremieren. Produktionen aus 15 Ländern sind vertreten, darunter Regiearbeiten von sieben Frauen. Als Eröffnungsfilm wurde Peter von Kant ausgewählt. Mit Paolo Taviani ist auch ein früherer Goldener-Bären-Gewinner vertreten. Zehn Filmemacher erhielten zum ersten Mal Einladungen in den Wettbewerb.
| Filmtitel (Verweistitel)                                                                                  | Regie             | Land                                | Darsteller (Auswahl) / Anmerkung                                                                        |
| --- | ----------------- | ----------------------------------- | --- |
| A E I O U – Das schnelle Alphabet der Liebe (A E I O U – A Quick Alphabet of Love)                        | Nicolette Krebitz | Deutschland, Frankreich             | Sophie Rois, Udo Kier, Milan Herms, Nicolas Bridet                                                      |
| Alcarràs – Die letzte Ernte (Alcarràs)                                                                    | Carla Simón       | Spanien, Italien                    | Jordi Pujol Dolcet, Anna Otin, Xènia Roset, Albert Bosch, Ainet Jounou, Josep Abad                      |
| Call Jane                                                                                                 | Phyllis Nagy      | USA                                 | Elizabeth Banks, Sigourney Weaver, Kate Mara                                                            |
| Drei Winter (Drii Winter / A Piece of Sky)                                                                | Michael Koch      | Schweiz, Deutschland                | Michèle Brand, Simon Wisler                                                                             |
| That Kind of Summer                                                                                       | Denis Côté        | Kanada                              | Larissa Corriveau, Aude Mathieu, Laure Giappiconi, Anne Ratte-Polle, Samir Guesmi                       |
| Everything Will Be OK                                                                                     | Rithy Panh        | Kambodscha                          | dokumentarische Form                                                                                    |
| Frieden, Liebe und Death Metal (Un año, una noche / One Year, One Night)                                  | Isaki Lacuesta    | Spanien, Frankreich                 | Nahuel Pérez Biscayart, Noémie Merlant, Quim Gutiérrez                                                  |
| Leonora addio                                                                                             | Paolo Taviani     | Italien                             | Fabrizio Ferracane, Matteo Pittiruti, Dania Marino, Dora Becker                                         |
| Die Linie (La ligne / The Line)                                                                           | Ursula Meier      | Schweiz, Frankreich, Belgien        | Stéphanie Blanchoud, Valeria Bruni Tedeschi, Elli Spagnolo                                              |
| Mit Liebe und Entschlossenheit (Avec amour et acharnement / Both Sides of the Blade)                      | Claire Denis      | Frankreich                          | Juliette Binoche, Vincent Lindon, Grégoire Colin, Bulle Ogier                                           |
| Passagiere der Nacht (Les passagers de la nuit / The Passengers of the Night)                             | Mikhaël Hers      | Frankreich                          | Charlotte Gainsbourg, Quito Rayon-Richter, Noée Abita, Megan Northam, Thibault Vinçon, Emmanuelle Béart |
| Before, Now & Then (Nana)                                                                                 | Kamila Andini     | Indonesien                          | Happy Salma, Laura Basuki, Arswendy Bening Swara, Ibnu Jamil                                            |
| Peter von Kant (Eröffnungsfilm)                                                                           | François Ozon     | Frankreich                          | Denis Ménochet, Isabelle Adjani, Khalil Gharbia, Hanna Schygulla, Stéfan Crépon                         |
| Rabiye Kurnaz gegen George W. Bush (Rabiye Kurnaz vs. George W. Bush)                                     | Andreas Dresen    | Deutschland, Frankreich             | Meltem Kaptan, Alexander Scheer                                                                         |
| Return to Dust (Yin ru chen yan)                                                                          | Li Ruijun         | VR China                            | Wu Renlin, Hai Qing                                                                                     |
| Rimini | Ulrich Seidl      | Österreich, Frankreich, Deutschland | Michael Thomas, Hans-Michael Rehberg, Tessa Göttlicher, Inge Maux, Claudia Martini                      |
| Robe of Gems                                                                                              | Natalia López     | Mexiko, Argentinien, USA            | Nailea Norvind, Antonia Olivares, Aida Roa                                                              |
| Die Schriftstellerin, ihr Film und ein glücklicher Zufall (So-seol-ga-ui Yeong-hwa / The Novelist’s Film) | Hong Sang-soo     | Südkorea                            | Lee Hye-young, Kim Min-hee, Seo Young-hwa                                                               |

### Berlinale Special Gala und Berlinale Special
In diesen Sektionen werden Filme gezeigt, die außer Konkurrenz laufen. Die Auswahl wurde am 15. Dezember 2021 und am 19. Januar 2022 bekannt gegeben.
Berlinale Special Gala
| Filmtitel (Verweistitel)                                   | Regie                 | Land                            | Darsteller (Auswahl) / Anmerkung                            |
| ---------------------------------------------------------- | --------------------- | ------------------------------- | ----------------------------------------------------------- |
| Against the Ice                                            | Peter Flinth          | Island, USA, Dänemark           | Nikolaj Coster-Waldau, Joe Cole, Heida Reed, Charles Dance  |
| Dark Glasses – Blinde Angst (Occhiali neri / Dark Glasses) | Dario Argento         | Italien, Frankreich             | Ilenia Pastorelli, Asia Argento, Andrea Zhang               |
| Gangubai Kathiawadi                                        | Sanjay Leela Bhansali | Indien                          | Alia Bhatt, Ajay Devgan                                     |
| Unglaublich, aber wahr (Incroyable mais vrai)              | Quentin Dupieux       | Frankreich, Belgien             | Alain Chabat, Léa Drucker, Benoît Magimel, Anaïs Demoustier |
| Meine Stunden mit Leo (Good Luck to You, Leo Grande)       | Sophie Hyde           | Vereinigtes Königreich          | Daryl McCormack, Emma Thompson                              |
| The Outfit                                                 | Graham Moore          | USA                             | Mark Rylance, Zoey Deutch, Dylan O’Brien                    |
| Der Passfälscher                                           | Maggie Peren          | Deutschland, Luxemburg          | Louis Hofmann, Jonathan Berlin, Luna Wedler                 |
| Die Zeit, die wir teilen (À propos de Joan / About Joan)   | Laurent Larivière     | Frankreich, Deutschland, Irland | Isabelle Huppert, Lars Eidinger, Swann Arlaud               |

Berlinale Special
| Filmtitel (Verweistitel)                                                     | Regie                               | Land                                | Anmerkungen                                               |
| ---------------------------------------------------------------------------- | ----------------------------------- | ----------------------------------- | --------------------------------------------------------- |
| 1341 Framim Mehamatzlema Shel Micha Bar-Am (1341 Bilder von Krieg und Liebe) | Ran Tal                             | Israel, Vereinigtes Königreich, USA | Dokumentarfilm                                            |
| Die Eiche – Mein Zuhause (Le chêne)                                          | Laurent Charbonnier, Michel Seydoux | Frankreich                          | Dokumentarfilm                                            |
| Eine deutsche Partei (A German Party)                                        | Simon Brückner                      | Deutschland                         | Dokumentarfilm                                            |
| Nest                                                                         | Hlynur Pálmason                     | Dänemark, Island                    | Ída Mekkín Hlynsdóttir, Grímur Hlynsson, Þorgils Hlynsson |
| Terminal norte (North Terminal)                                              | Lucrecia Martel                     | Argentinien                         | Dokumentar-Kurzfilm                                       |
| This Much I Know To Be True                                                  | Andrew Dominik                      | Vereinigtes Königreich              | Dokumentarfilm mit Nick Cave, Warren Ellis                |

### Berlinale Series
Seit 2015 bietet diese Sektion einen exklusiven ersten Blick auf herausragende neue Serienproduktionen aus aller Welt. 2022 wurden sieben Titel ausgewählt. Eröffnet wird die Sektion mit Iosi, el espía arrepentido.
| Filmtitel (Verweistitel)                                  | Creator/Regie                                             | Land                              | Darsteller (Auswahl) | Sender                 | Format        |
| --------------------------------------------------------- | --------------------------------------------------------- | --------------------------------- | --- | ---------------------- | ------------- |
| Iosi, el espía arrepentido (Yosi, the Regretful Spy)      | Daniel Burman, Sebastián Borensztein                      | Argentinien                       | Natalia Oreiro, Gustavo Bassani, Mercedes Morán, Alejandro Awada, Carla Quevedo, Minerva Casero                                                             | Amazon Prime Video     | 3/8 Episoden  |
| Lust                                                      | Ella Lemhagen                                             | Schweden                          | Sofia Helin, Anja Lundqvist, Julia Dufvenius, Elin Klinga                                                                                                   | HBO Max                | 4/8 Episoden  |
| Podezření (Suspicion)                                     | Michal Blaško                                             | Tschechische Republik, Frankreich | Klára Melíšková, Denisa Barešová, Miroslav Hanuš, Ivan Trojan, Milena Steinmasslová                                                                         | Czech Television, Arte | 2/4 Episoden  |
| The Rising                                                | Ed Lilly, Thora Hilmarsdottir, Paul Walker, Carl Tibbetts | Vereinigtes Königreich            | Clara Rugaard, Matthew McNulty, Emily Taaffe, Nicholas Gleaves, Solly McCleod, Nenda Neururer                                                               | Sky                    | 2/8 Episoden  |
| The Shift                                                 | Søren Balle, Ole Christian Madsen, Lone Scherfig          | Dänemark                          | Sofie Gråbøl, Pål Sverre Valheim Hagen, Marijana Jankovic, Sara Hjort Ditlevsen, Afshin Firouzi, Mattias Nordkvist                                          | TV 2                   | 2/8 Episoden  |
| Svörtu sandar (Black Sands)                               | Baldvin Z                                                 | Island                            | Aldís Amah Hamilton, Þór Tulinius, Kolbeinn Arnbjörnsson, Steinunn Ólína Þorsteinsdóttir, Ævar Þór Benediktsson, Lára Jóhanna Jónsdóttir, Aron Már Ólafsson | Channel 2 Iceland      | 2/8 Episoden  |
| Le temps des framboises (Last Summers of the Raspberries) | Philippe Falardeau                                        | Kanada                            | Sandrine Bisson, Edison Ruiz, Micheline Lanctôt, Paul Doucet, Elijah Patrice Baudelot                                                                       | Club illico            | 2/10 Episoden |

### Encounters
Die Wettbewerbssektion Encounters (dt.: „Begegnungen“) soll ästhetisch und formal ungewöhnliche Werke von unabhängigen Filmemachern präsentieren. Das Programm wurde am 19. Januar 2022 bekannt gegeben und umfasst 15 Filme, bei denen es sich durchgehend um Weltpremieren handelt, darunter ein Debütfilm (Sonne von Kurdwin Ayub). 15 Produktionsländer sind vertreten. Es folgten mehr Einladungen etablierter Filmschaffender als bisher.
| Filmtitel (Verweistitel)                       | Regie                                | Land                                | Darsteller (Auswahl) / Anmerkung                                                                          |
| ---------------------------------------------- | ------------------------------------ | ----------------------------------- | --- |
| Bis Freitag, Robinson (À vendredi, Robinson)   | Mitra Farahani                       | Frankreich, Schweiz, Iran, Libanon  | dokumentarische Form (mit Jean-Luc Godard, Ebrahim Golestan)                                              |
| Axiom                                          | Jöns Jönsson                         | Deutschland                         | Moritz von Treuenfels, Ricarda Seifried, Thomas Schubert                                                  |
| Brother in Every Inch                          | Alexander Solotuchin                 | Russland                            | Sergei Schurawljow, Nikolai Schurawljow                                                                   |
| Coma                                           | Bertrand Bonello                     | Frankreich                          | Julia Faure, Louise Labèque                                                                               |
| Father’s Day                                   | Kivu Ruhorahoza                      | Ruanda                              | Mediatrice Kayitesi, Aline Amike, Yves Kijyana                                                            |
| Flux Gourmet                                   | Peter Strickland                     | Vereinigtes Königreich, USA, Ungarn | Asa Butterfield, Gwendoline Christie, Ariane Labed, Fatma Mohamed, Makis Papadimitriou, Richard Bremmer   |
| I Poli ke i Poli (The City and the City)       | Christos Passalis, Syllas Tzoumerkas | Griechenland                        | Vassilis Kanakis, Alexandros Vardaxoglou, Angeliki Papoulia                                               |
| Journal d’Amérique (American Journal)          | Arnaud des Pallières                 | Frankreich                          | dokumentarische Form                                                                                      |
| Keiko, me wo sumasete (Small, Slow but Steady) | Shō Miyake                           | Japan, Frankreich                   | Yukino Kishii, Tomokazu Miura, Masaki Miura                                                               |
| A Little Love Package                          | Gastón Solnicki                      | Österreich, Argentinien             | Angeliki Papoulia, Carmen Chaplin, Mario Bellatin                                                         |
| MUTZENBACHER                                   | Ruth Beckermann                      | Österreich                          | dokumentarische Form                                                                                      |
| Queens of the Qing Dynasty                     | Ashley McKenzie                      | Kanada                              | Sarah Walker, Ziyin Zheng                                                                                 |
| Sonne                                          | Kurdwin Ayub                         | Österreich                          | Melina Benli, Law Wallner, Maya Wopienka                                                                  |
| Unruh (Unrest)                                 | Cyril Schäublin                      | Schweiz                             | Clara Gostynski, Alexei Evstratov                                                                         |
| Zum Tod meiner Mutter (The Death of my Mother) | Jessica Krummacher                   | Deutschland                         | Birte Schnöink, Elsie de Brauw, Johanna Orsini-Rosenberg, Susanne Bredehöft, Gina Haller, Christian Löber |

### Berlinale Shorts
In der Reihe Berlinale Shorts wurden Spiel-, Dokumentar-, Experimental- und Animationsfilme gezeigt.
Neben dem Goldenen Bär für den besten Kurzfilm und dem Silbernen Bär vergibt die Jury eine Nominierung für den Europäischen Kurzfilmpreis.
Die 21 Beiträge des Kurzfilmwettbewerbs wurden am 13. Januar 2022 bekannt gegeben.
Die Jurymitglieder im Überblick:
- Rosa Barba (Italien) – Künstlerin und Filmemacherin
- Payal Kapadia (Indien) – Filmemacherin
- Reinhard W. Wolf (Deutschland) – Film- und Medienkunstkurator, Publizist

| Filmtitel (Verweistitel)                                        | Regie                                 | Land                             | Darsteller / Anmerkung | Länge (in min.) |
| --------------------------------------------------------------- | ------------------------------------- | -------------------------------- | --- | --------------- |
| Agrilogistics                                                   | Gerard Ortín Castellví                | Vereinigtes Königreich, Spanien  | dokumentarische Form | 21’             |
| Amintiri de pe Frontul de Est (Memories from the Eastern Front) | Radu Jude, Adrian Cioflâncă           | Rumänien                         | dokumentarische Form | 30’             |
| Ampangabagat Nin Talakba Ha Likol (It’s Raining Frogs Outside)  | Maria Estela Paiso                    | Philippinen                      | Alyana Cabral | 14’             |
| Bird in the Peninsula                                           | Atsushi Wada                          | Frankreich, Japan                | | 16’             |
| By Flávio                                                       | Pedro Cabeleira                       | Portugal, Frankreich             | Ana Vilaça, Rodrigo Manaia, Tiago Costa                                                                                   | 27’             |
| Chhngai Dach Alai (Further and Further Away)                    | Polen Ly                              | Kambodscha                       | Bopha Oul, Phanny Loem | 24’             |
| Dirndlschuld                                                    | Wilbirg Brainin-Donnenberg            | Österreich                       | dokumentarische Form | 15’             |
| Four Nights                                                     | Deepak Rauniyar                       | USA, Mexiko, Nepal               | Asha Magrati, Dayahang Rai                                                                                                | 16’             |
| Haulout                                                         | Jewgenija Arbugajewa, Maxim Arbugajew | Vereinigtes Königreich, Russland | dokumentarische Form | 25’             |
| Heroínas (Heroines)                                             | Marina Herrera                        | Peru                             | dokumentarische Form | 21’             |
| Histoire pour 2 Trompettes (A Story for 2 Trumpets)             | Amandine Meyer                        | Frankreich                       | | 5’              |
| Jon-Jae-Ui Jib (House of Existence)                             | Joung Yumi                            | Südkorea                         | | 8’              |
| Kicking the Clouds                                              | Sky Hopinka                           | USA                              | dokumentarische Form | 16’             |
| Manhã de Domingo (Sunday Morning)                               | Bruno Ribeiro                         | Brasilien                        | Raquel Paixão, Leonardo Castro, Silvana Stein, André Pacheco, Indira Nascimento, Valéria Lima                             | 25’             |
| Mars Exalté (Exalted Mars)                                      | Jean-Sébastien Chauvin                | Frankreich                       | Alain Garcia Vergara | 18’             |
| Retreat                                                         | Anabela Angelovska                    | Deutschland                      | dokumentarische Form | 30’             |
| El sembrador de estrellas (The Sower of Stars)                  | Lois Patiño                           | Spanien                          | | 25’             |
| Soum                                                            | Alice Brygo                           | Frankreich                       | dokumentarische Form | 31’             |
| Starfuckers                                                     | Antonio Marziale                      | Frankreich                       | Antonio Marziale, Cole Doman, Jonathan Slavin                                                                             | 14’             |
| Trap                                                            | Anastassija Weber                     | Russland, Litauen                | Ignat Dwoinikow, Jelisaweta Broschkowa, Anastassija Arschewikina, Jewgeni Scherdij                                        | 20’             |
| Will My Parents Come to See Me                                  | Mo Harawe                             | Deutschland, Österreich, Somalia | Xaliimo Cali Xasan, Shucayb Abdirahman Cabdi, Maxamed Axmed Maxamed, Mohamed Hirsi, Geenyada Madaw, Faysal Colaad Muxumed | 28’             |

### Panorama
Die Sektion Panorama zeigte eine Auswahl an Dokumentar- und Spielfilmen. Die Titel wurden am 15. Dezember 2021 und am 18. Januar 2022 bekannt gegeben.
Spielfilme
| Filmtitel (Verweistitel)                                  | Regie                       | Land                                                           | Darsteller (Auswahl)                                                                                          |
| --------------------------------------------------------- | --------------------------- | -------------------------------------------------------------- | --- |
| Alle reden übers Wetter (Talking About the Weather)       | Annika Pinske               | Deutschland                                                    | Anne Schäfer, Anne-Kathrin Gummich, Judith Hofmann, Marcel Kohler, Max Riemelt                                |
| The Apartment with Two Women                              | Kim Se-in                   | Südkorea                                                       | Im Jee-ho, Yang Mal-bok                                                                                       |
| Baqyt (Happiness)                                         | Askar Uzabayev              | Kasachstan                                                     | Laura Myrzakhmetova, Yerbolat Alkozha                                                                         |
| Beautiful Beings                                          | Guðmundur Arnar Guðmundsson | Island, Dänemark, Schweden, Niederlande, Tschechische Republik | Birgir Dagur Bjarkason, Áskell Einar Pálmason, Viktor Benóný Benediktsson, Snorri Rafn Frímannsson            |
| Calcinculo (Swing Ride)                                   | Chiara Bellosi              | Italien, Schweiz                                               | Gaia Di Pietro, Andrea Carpenzano                                                                             |
| Cinco lobitos (Lullaby)                                   | Alauda Ruiz de Azúa         | Spanien                                                        | Laia Costa, Susi Sánchez, Ramón Barea, Mikel Bustamante                                                       |
| Concerned Citizen                                         | Idan Haguel                 | Israel                                                         | Ariel Wolf, Shlomi Bertonov                                                                                   |
| Una femmina (Una Femmina – The Code of Silence)           | Francesco Costabile         | Italien                                                        | Lina Siciliano, Fabrizio Ferracane, Anna Maria De Luca, Simona Malato, Luca Massaro                           |
| Fogaréu                                                   | Flávia Neves                | Brasilien, Frankreich                                          | Bárbara Colen, Eucir de Souza, Nena Inoue, Fernanda Vianna, Vilminha Chaves, Timothy Wilson, Typyire Ãwa      |
| Grand Jeté                                                | Isabelle Stever             | Deutschland                                                    | Sarah Nevada Grether, Emil von Schönfels, Susanne Bredehöft                                                   |
| Heroji radničke klase (Working Class Heroes)              | Miloš Pušić                 | Serbien                                                        | Jasna Djuričić, Boris Isaković, Predrag Momčilović, Stefan Beronja, Aleksandar Djurica, Bojana Milanović      |
| Kdyby radši hořelo (Somewhere Over the Chemtrails)        | Adam Koloman Rybanský       | Tschechische Republik                                          | Miroslav Krobot, Michal Isteník, Anna Polívková                                                               |
| Klondike                                                  | Maryna Er Horbatsch         | Ukraine, Türkei                                                | Oxana Cherkashyna, Sergiy Shadrin, Oleg Scherbina                                                             |
| A Love Song                                               | Max Walker-Silverman        | USA                                                            | Dale Dickey, Wes Studi                                                                                        |
| El norte sobre el vacío (Northern Skies Over Empty Space) | Alejandra Márquez Abella    | Mexiko                                                         | mit Gerardo Trejoluna, Paloma Petra, Dolores Heredia, Juan Daniel García Treviño, Mayra Hermosillo            |
| Produkty 24 (Convenience Store)                           | Michael Borodin             | Russland, Slowenien, Türkei                                    | Zukhara Sanzysbay, Lyudmila Vasilyeva, Tolibzhon Suleimanov, Nargiz Abdullaeva                                |
| Ta farda (Until Tomorrow)                                 | Ali Asgari                  | Iran, Frankreich, Katar                                        | Sadaf Asgari, Ghazal Shojaei, Babak Karimi, Amirreza Ranjbaran, Nahal Dashti, Mohammad Heidari                |
| Taurus                                                    | Tim Sutton                  | USA                                                            | Colson Baker, Megan Fox, Maddie Hasson, Scoot McNairy, Ruby Rose, Demetrius „Lil Meech“ Flenory Jr., Lil Tjay |
| Viens je t’emmène (Nobody’s Hero)                         | Alain Guiraudie             | Frankreich                                                     | Jean-Charles Clichet, Noémie Lvovsky, Iliès Kadri, Renaud Rutten, Doria Tillier                               |

Dokumentarfilme
| Filmtitel (Verweistitel)                                       | Regie                            | Land                                                                                  | Anmerkungen                                                                |
| -------------------------------------------------------------- | -------------------------------- | ------------------------------------------------------------------------------------- | -------------------------------------------------------------------------- |
| Aşk, Mark ve Ölüm (Liebe, D-Mark und Tod)                      | Cem Kaya                         | Deutschland                                                                           |                                                                            |
| Bettina                                                        | Lutz Pehnert                     | Deutschland                                                                           | Porträt über Bettina Wegner                                                |
| Brainwashed – Sexismus im Kino (Brainwashed: Sex-Camera-Power) | Nina Menkes                      | USA                                                                                   | mit Julie Dash, Charlyne Yi, Joey Soloway, Rosanna Arquette, Eliza Hittman |
| Dreaming Walls                                                 | Amélie van Elmbt, Maya Duverdier | Belgien, Frankreich, USA, Niederlande, Schweden                                       | Film über das Chelsea Hotel                                                |
| Myanmar Diaries – Flaschenpost aus Myanmar (Myanmar Diaries)   | The Myanmar Film Collective      | Niederlande, Myanmar, Norwegen                                                        | Filmische Tagebücher junger Oppositioneller aus Myanmar                    |
| Nel mio nome (Into My Name)                                    | Nicolò Bassetti                  | Italien                                                                               |                                                                            |
| Nelly & Nadine                                                 | Magnus Gertten                   | Schweden                                                                              | Porträt über u. a. Nadine Hwang                                            |
| No Simple Way Home                                             | Akuol de Mabior                  | Kenia, Südsudan, Südafrika                                                            |                                                                            |
| No U-Turn                                                      | Ike Nnaebue                      | Nigeria, Südafrika, Frankreich, Deutschland                                           |                                                                            |
| Nous, étudiants! (We, Students!)                               | Rafiki Fariala                   | Zentralafrikanische Republik, Frankreich, Demokratische Republik Kongo, Saudi-Arabien |                                                                            |

### Forum
Die Filmauswahl des Forums wurde am 15. Dezember 2021 und 17. Januar 2022 bekannt gegeben. Im Hauptprogramm werden 27 Langfilme, im Forum Special 14 Lang- und Kurzfilme gezeigt.
| Filmtitel (Verweistitel)                                                               | Regie                             | Land                                    | Darsteller / Anmerkung                                                                 |
| -------------------------------------------------------------------------------------- | --------------------------------- | --------------------------------------- | -------------------------------------------------------------------------------------- |
| Afterwater                                                                             | Dane Komljen                      | Deutschland, Spanien, Südkorea, Serbien | Jonasz Hapka, Signe Westberg, Boban Kaludjer                                           |
| Akyn (Poet)                                                                            | Darezhan Omirbayev                | Kasachstan                              | Yerdos Kanayev, Serik Salkinbayev, Klara Kabylgazina                                   |
| Bashtaalak sa’at (Shall I Compare You to a Summer’s Day?)                              | Mohammad Shawky Hassan            | Ägypten, Libanon, Deutschland           | Donia Massoud, Ahmed El Gendy, Salim Mrad                                              |
| Camuflaje (Camouflage)                                                                 | Jonathan Perel                    | Argentinien                             | dokumentarische Form (mit Felix Bruzzone, Margarita Molfino, Iris Avellaneda)          |
| Cette maison (This House)                                                              | Miryam Charles                    | Kanada                                  | Schelby Jean-Baptiste, Florence Blain Mbaye, Eve Duranceau                             |
| La edad media (The Middle Ages)                                                        | Alejo Moguillansky, Luciana Acuña | Argentinien                             | Cleo Moguillansky, Luciana Acuña, Alejo Moguillansky                                   |
| L’état et moi                                                                          | Max Linz                          | Deutschland                             | Sophie Rois, Jeremy Mockridge, Hauke Heumann                                           |
| Europe                                                                                 | Philip Scheffner                  | Deutschland, Frankreich                 | Rhim Ibrir, Thierry Cantin, Didier Cuillierier                                         |
| Une fleur à la bouche (A Flower in the Mouth)                                          | Éric Baudelaire                   | Frankreich, Deutschland, Südkorea       | Oxmo Puccino, Dali Benssalah                                                           |
| Für die Vielen – Die Arbeiterkammer Wien (For the Many – The Vienna Chamber of Labour) | Constantin Wulff                  | Österreich                              | dokumentarische Form                                                                   |
| Geographies of Solitude                                                                | Jacquelyn Mills                   | Kanada                                  | dokumentarische Form (mit Zoe Lucas)                                                   |
| Happer’s Comet                                                                         | Tyler Taormina                    | USA                                     | Grace Berlino, Jax Terry, Ryan McGlade                                                 |
| Jet Lag                                                                                | Zheng Lu Xinyuan                  | Schweiz, Österreich                     | dokumentarische Form (mit Lin Wenqing, Zoe, Zheng Lu Xinyuan)                          |
| Mato seco em chamas (Dry Ground Burning)                                               | Adirley Queirós, Joana Pimenta    | Brasilien, Portugal                     | Joana Darc, Léa Alves, Andreia Vieira                                                  |
| Miền ký ức (Memoryland)                                                                | Kim Quy Bui                       | Vietnam, Deutschland                    | Mong Giao Vu, Thi Thu Trang Nguyen, Van Thai Nguyen                                    |
| Mis dos voces (My Two Voices)                                                          | Lina Rodriguez                    | Kanada                                  | dokumentarische Form                                                                   |
| Najeneun deopgo bameneun chupgo (Hot in Day, Cold at Night)                            | Park Song-yeol                    | Südkorea                                | Won Hyang-ra, Park Song-yeol, Shin Won-woo                                             |
| Nie zgubiliśmy drogi (We Haven’t Lost Our Way)                                         | Anka Sasnal, Wilhelm Sasnal       | Polen                                   | Agnieszka Żulewska, Andrzej Konopka, Oskar Hamerski                                    |
| Nuclear Family                                                                         | Erin Wilkerson, Travis Wilkerson  | USA, Singapur                           | dokumentarische Form                                                                   |
| Rewind & Play                                                                          | Alain Gomis                       | Frankreich, Deutschland                 | dokumentarische Form                                                                   |
| Scala                                                                                  | Ananta Thitanat                   | Thailand                                | dokumentarische Form (mit Pongpop Inheen, Saman Watcharasirirot, Nakorn Nuannngein)    |
| Super Natural                                                                          | Jorge Jácome                      | Portugal                                | dokumentarische Form (mit Alexis Fernandes, Bárbara Matos, Celestine Ngantonga Ndzana) |
| Terra que marca (Striking Land)                                                        | Raul Domingues                    | Portugal                                | dokumentarische Form (mit Maria Alice Sousa, Manual Jesus Duro, Joaquim Sousa)         |
| Três tigres tristes (Three Tidy Tigers Tied a Tie Tighter)                             | Gustavo Vinagre                   | Brasilien                               | Pedro Ribeiro, Jonata Vieira, Isabella Pereira                                         |
| O trio em mi bemol (The Kegelstatt Trio)                                               | Rita Azevedo Gomes                | Portugal, Spanien                       | Rita Durão, Pierre Léon, Ado Arrieta                                                   |
| The United States of America                                                           | James Benning                     | USA                                     | dokumentarische Form                                                                   |
| El veterano (The Veteran)                                                              | Jeronimo Rodriguez                | Chile                                   | dokumentarische Form                                                                   |

### Forum Special
Neu bei der Berlinale ist das Forum Special, das im Wesentlichen aus 11 Kurz- und Langfilmen besteht. Dazu kommen drei weitere Arbeiten, die entweder selbst schon historisch sind und in neu restaurierten Fassungen vorliegen oder die Geschichte des Berlinale Forums reflektieren. Sie setzen die Filmreihe „Fiktionsbescheinigung“ fort, nachdem diese 2021 zum Berlinale Summer Special erstmals online lanciert wurde. Die Kuratoren sind Enoka Ayemba und Biene Pilavci.
| Filmtitel (Verweistitel)                                                                 | Regie                 | Land                              | Jahr      | Darsteller / Anmerkung                                                               |
| ---------------------------------------------------------------------------------------- | --------------------- | --------------------------------- | --------- | ------------------------------------------------------------------------------------ |
| 77sqm_9:26min                                                                            | Forensic Architecture | Vereinigtes Königreich            | 2017      |                                                                                      |
| Beirut al lika (Beirut the Encounter)                                                    | Borhane Alaouié       | Libanon, Tunesien, Belgien        | 1981      | Haitham El Amine, Nadine Acoury, Renée Deek, Refaat Haidar, Hussam Sabbah            |
| Dilim dönmüyor – Meine Zunge dreht sich nicht (Dilim dönmüyor – My Tongue Does Not Turn) | Serpil Turhan         | Deutschland                       | 2013      | Gülşah Özbey, Mustafa Özbey, Yadigar Turhan, Binali Turhan, Sema Turhan-Çetin        |
| Dreckfresser (Dirt for Dinner)                                                           | Branwen Okpako        | Deutschland                       | 2000      | Sam Njankouo Meffire                                                                 |
| Fremd. Yaban.                                                                            | Hakan Savaş Mican     | Deutschland                       | 2007      | İsmail Şahin, Sema Poyraz, Murat Karabey, Roja Mert                                  |
| In der Wüste                                                                             | Rafael Fuster Pardo   | Deutschland                       | 1987      | Claudio Caceres Molina, Mustafa Sagili, Adriana Altaras, Meric Temucin, Walter Alich |
| Komm mit mir in das Cinema – Die Gregors (Come With Me to the Cinema – The Gregors)      | Alice Agneskirchner   | Deutschland                       | 2022      | Erika Gregor, Ulrich Gregor                                                          |
| Die leere Mitte (The Empty Center)                                                       | Hito Steyerl          | Deutschland                       | 1998      |                                                                                      |
| The Maji-Maji Readings                                                                   | Ricardo Bacallao      | Deutschland                       | 2006      | Philippa Ebéné, Grada Kilomba, Michael Ojake, Nisma Cherrat, Ekpenyong Ani           |
| Merry Christmas Deutschland oder Vorlesung zur Geschichtstheorie II                      | Raoul Peck            | Deutschland                       | 1985      |                                                                                      |
| Normalität 1–10 (Normality 1–X)                                                          | Hito Steyerl          | Österreich, Deutschland           | 1999–2001 |                                                                                      |
| Der schöne Tag (A Fine Day)                                                              | Thomas Arslan         | Deutschland                       | 2001      | Serpil Turhan, Florian Stetter, Bilge Bingül, Hanns Zischler                         |
| This Makes Me Want to Predict the Past                                                   | Cana Bilir-Meier      | Deutschland, Österreich           | 2019      | Sosuna Yıldız, Aleyna Osmanoğlu, Berfin Ünsal                                        |
| West Indies ou les nègres marrons de la Liberté (West Indies)                            | Med Hondo             | Frankreich, Algerien, Mauretanien | 1979      | Robert Liensol, Hélène Vincent, Toto Bissainthe, Cyril Aventurin, Theo Légetimus     |

### Forum Expanded
Im August 2021 wurde bekannt, dass die bisherige Leiterin und Mitbegründerin der Sektion Forum Expanded, Stefanie Schulte Strathaus, ihre Position aufgibt. Ebenfalls wird Mitbegründer Anselm Franke das Auswahlteam verlassen. Die neue Leitung übernehmen Ulrich Ziemons (seit 2012 Mitglied im Auswahlteam) und die aus Kuwait stammende Künstlerin und Kuratorin Ala Younis.

### Generation
Diese Berlinale-Sektion zeigt für Kinder und Jugendliche geeignete internationale Filmproduktionen. Erste Beiträge wurden am 15. Dezember 2021 und 14. Januar 2022 präsentiert. Als Spielstätte soll wieder das Haus der Kulturen der Welt fungieren, während erstmals seit 2020 wieder Kurzfilme in das Programm aufgenommen wurden. Die Leitung der Sektion liegt wie schon seit 2008 in den Händen von Maryanne Redpath.
Langfilme (Generation Kplus und Generation 14plus)
| Filmtitel (Verweistitel)                              | Regie                                 | Land                       | Anmerkung                                                                                  |
| ----------------------------------------------------- | ------------------------------------- | -------------------------- | ------------------------------------------------------------------------------------------ |
| Alis                                                  | Clare Weiskopf, Nicolas van Hemelryck | Kolumbien, Chile, Rumänien | dokumentarische Form                                                                       |
| Allons enfants (Rookies)                              | Thierry Demaizière, Alban Teurlai     | Frankreich                 | dokumentarische Form                                                                       |
| Beba                                                  | Rebeca Huntt                          | USA, Mexiko                | Debütfilm, dokumentarische Form                                                            |
| Alle meine Geheimnisse (The Hill of Secrets)          | Lee Ji-eun                            | Südkorea                   | Moon Seung-a, Jang Sun, Lim Sun-woo                                                        |
| Bubble                                                | Tetsurō Araki                         | Japan                      | Animation                                                                                  |
| Comedy Queen                                          | Sanna Lenken                          | Schweden                   |                                                                                            |
| Juunt Pastaza entsari (Waters of Pastaza)             | Inês T. Alves                         | Portugal                   | dokumentarische Form                                                                       |
| Kalle Kosmonaut                                       | Günther Kurth Tine Kugler             | Deutschland                | dokumentarische Form                                                                       |
| Kind Hearts                                           | Olivia Rochette, Gerard-Jan Claes     | Belgien                    | dokumentarische Form                                                                       |
| Knor (Oink)                                           | Mascha Halberstad                     | Niederlande, Belgien       | Debütfilm, Animation                                                                       |
| Millie Lies Low                                       | Michelle Savill                       | Neuseeland                 | Debütfilm                                                                                  |
| Moja Vesna                                            | Sara Kern                             | Australien, Slowenien      | Loti Kovačič, Mackenzie Mazur, Gregor Baković, Claudia Karvan                              |
| My Father’s Truck (Papas Lieferwagen)                 | Mauricio Osaki                        | Vietnam, USA               | Debütfilm                                                                                  |
| My Small Land                                         | Emma Kawawada                         | Japan                      | Lina Arashi, Daiken Okudaira                                                               |
| The Quiet Girl (An Cailín Ciúin / Das stille Mädchen) | Colm Bairéad                          | Irland                     | Catherine Clinch, Carrie Crowley, Andrew Bennett                                           |
| El reino de dios (The Realm of God)                   | Claudia Sainte-Luce                   | Mexiko                     | Diego Armando Lara Lagunes, Lizbeth Gabriela Nolasco Hernández, Margarita Guevara González |
| Rooz-e sib (The Apple Day)                            | Mahmoud Ghaffari                      | Iran                       | Aria Mohammadzadeh, Arian Rastkar, Zhila Shahi, Khodadad Bakhshizade                       |
| Shabu                                                 | Shamira Raphaëla                      | Niederlande                | dokumentarische Form, Debütfilm                                                            |
| Skhema (Scheme)                                       | Farkhat Sharipov                      | Kasachstan                 | Victoriya Romanova, Tair Svintsov                                                          |
| Stay Awake                                            | Jamie Sisley                          | USA                        | Wyatt Oleff, Fin Argus, Chrissy Metz                                                       |
| Strana Sascha (The Land of Sasha)                     | Julija Trofimowa                      | Russland                   | Mark Eidelschtein, Maryja Mazel, Jewgenija Gromowa, Dmitri Endalzew                        |
| Sublime                                               | Mariano Biasin                        | Argentinien                | Debütfilm                                                                                  |
| Taubes Gestein (Terykony / Boney Piles)               | Taras Tomenko                         | Ukraine                    | dokumentarische Form                                                                       |
| Girls Girls Girls (Girl Picture)                      | Alli Haapasalo                        | Finnland                   |                                                                                            |

Kurzfilme (Generation Kplus und Generation 14plus)
| Filmtitel (Verweistitel)                                 | Regie                                      | Land                             | Anmerkung                                                                 |
| -------------------------------------------------------- | ------------------------------------------ | -------------------------------- | ------------------------------------------------------------------------- |
| Die allerlangweiligste Oma auf der ganzen Welt           | Damaris Zielke                             | Deutschland                      | Animation                                                                 |
| Alma y Paz (Alma and Paz)                                | Cris Gris                                  | Mexiko, USA                      | Elisa Garza T. Gonzales, Cris Gris, Maria Isabel Garcia Mora              |
| Una aprendiz invisible (An Invisible Apprentice)         | Emilia Herbst                              | Argentinien                      |                                                                           |
| Aos dezasseis (At Sixteen)                               | Carlos Lobo                                | Portugal                         | Ana Ribeiro                                                               |
| Au revoir Jérôme! (Goodbye Jerome!)                      | Adam Sillard, Gabrielle Selnet, Chloé Farr | Frankreich                       | Animation                                                                 |
| Blaues Rauschen (Blue Noise)                             | Simon Maria Kubiena                        | Deutschland, Österreich          |                                                                           |
| Born in Damascus                                         | Laura Wadha                                | England                          | dokumentarische Form                                                      |
| Čuči čuči (Hush Hush Little Bear)                        | Māra Liniņa                                | Lettland                         | Animation                                                                 |
| Datsun                                                   | Mark Albiston                              | Neuseeland                       | Mickey Reddish, Billy R. McCarthy, Tate Harrow, Ashley Harnett            |
| La fièvre (Fever)                                        | Matias Carlier                             | Schweiz                          | David Evora, Marie Pons, Vincent Aubert                                   |
| Funkele                                                  | Nicole Jachmann                            | Niederlande                      | Claire Porro, Julia Olsthoorn, Jesse Meisters, Jonas Coppus               |
| Gavazn (Hirsch)                                          | Hadi Babaeifar                             | Iran                             |                                                                           |
| Gong ji (Rooster)                                        | Myo Aung                                   | Myanmar, Taiwan                  | Hung Hsia Hsu, Lin-Chi Lee                                                |
| Ich habe keine Angst! (I’m Not Afraid!)                  | Marita Mayer                               | Deutschland, Norwegen            | Animation                                                                 |
| Lay Me by the Shore                                      | David Findlay                              | Kanada                           | Isla Pouliot, Kai Smith                                                   |
| Louis I., König der Schafe (Louis I., King of the Sheep) | Markus Wulf                                | Deutschland, USA                 | Animation                                                                 |
| Luce and the Rock                                        | Britt Raes                                 | Belgien, Frankreich, Niederlande | Animation                                                                 |
| Memoir of a Veering Storm                                | Sofia Georgovassili                        | Griechenland                     | Daphne Peel, Konstantinos Sideris, Stefania Sotiropoulou, Maria Kallimani |
| Meneath: The Hidden Island of Ethics                     | Terril Calder                              | Kanada                           | Animation                                                                 |
| Nada para ver aqui (Nothing to See Here)                 | Marita Mayer                               | Portugal, Belgien, Ungarn        | dokumentarische Form                                                      |
| La reine des renards (The Queen of the Foxes)            | Marina Rosset                              | Schweiz                          | Animation                                                                 |
| Tinashé                                                  | Tig Terera                                 | Australien                       | Negassa Sarka, Raji Olana, Trinna Talasaia                                |
| Vancouver                                                | Artemis Anastasiadou                       | Griechenland                     | Margianna Karvouniari, Vassilis Koutsogiannis                             |
| Le variabili dipendenti (The Dependent Variables)        | Lorenzo Tardella                           | Italien                          | Simone Evangelista, Mattia Rega                                           |
| Vlekkeloos (Spotless)                                    | Emma Branderhorst                          | Niederlande                      |                                                                           |
| West by God                                              | Scott Lazer                                | USA                              | Aphrodite Armstrong, Kyle Riggs, Michael Washington                       |
| Wheels on the Bus                                        | Surya Shahi                                | Nepal                            | Man Bahadur Tamata, Hari Budha, Chandra Rawal                             |
| Zuza v zahradách (Suzie in the Garden)                   | Lucie Sunková                              | Tschechien, Slowakei             | Animation                                                                 |

### Perspektive Deutsches Kino
Die Sektion soll 2022 mit dem Zusatzprogramm „Perspektive Match“ neu ausgerichtet werden. Ziel ist es, neben der Arbeit von Regisseuren und Produzenten auch das Wirken von Drehbuchautoren, Filmeditoren, Filmkomponisten, Kameraleuten, Kostüm- und Maskenbildnern, Schauspielern, Szenenbildnern und Tongestaltern herauszustellen. Gemeinsam mit der Deutschen Filmakademie soll auf diese Weise eine ergänzende Filmreihe entstehen. Als Eröffnungsfilm wurde Wir könnten genauso gut tot sein ausgewählt.
| Filmtitel (Verweistitel)                                    | Regie               | Land                  | Darsteller / Anmerkung                                                                      | Perspektive-Talent                     |
| ----------------------------------------------------------- | ------------------- | --------------------- | ------------------------------------------------------------------------------------------- | -------------------------------------- |
| Echo                                                        | Mareike Wegener     | Deutschland           | Valery Tscheplanowa, Ursula Werner, Andreas Döhler, Felix Römer, Oskar Keymer, Marina Galic | Sabine Panossian (Kamera)              |
| Gewalten                                                    | Constantin Hatz     | Deutschland           | Malte Oskar Frank, Robert Kuchenbuch, Eric Cordes, Paul Wollin, Ben Felipe, Trixi Strobel   | Rafael Starman (Kamera)                |
| Ladies Only                                                 | Rebana Liz John     | Deutschland, Indien   | dokumentarische Form                                                                        | Rebana Liz John (Dokumentarfilm-Regie) |
| Rondo                                                       | Katharina Rivilis   | Deutschland           | Luise Wolfram, Paul Boche, Lucas Englander                                                  |                                        |
| Schweigend steht der Wald (The Silent Forest)               | Saralisa Volm       | Deutschland           | Henriette Confurius, Robert Stadlober, Noah Saavedra, August Zirner, Johanna Bittenbinder   | Daniel Kundrat (Montage)               |
| Sorry Genosse (Sorry Comrade)                               | Vera Brückner       | Deutschland           | dokumentarische Form                                                                        | Fabian Halbig (Produktion)             |
| Wir könnten genauso gut tot sein (We Might as Well Be Dead) | Natalia Sinelnikova | Deutschland, Rumänien | Ioana Iacob, Pola Geiger, Jörg Schüttauf, Şiir Eloğlu, Moritz Jahn, Susanne Wuest           | Elisabeth Kozerski (Szenenbild)        |

Gast der Perspektive Deutsches Kino: Preisstifter DEFA-Stiftung
- Fallada – Letztes Kapitel (Fallada – the Last Chapter) – Regie: Roland Gräf (DDR 1988) – mit Jörg Gudzuhn, Jutta Wachowiak, Katrin Sass, Corinna Harfouch, Ulrike Krumbiegel, Marga Legal

### Retrospektive
Da Aufführungen der Retrospektive „No Angels – Mae West, Rosalind Russell & Carole Lombard“ beim Berlinale Summer Special 2021 nicht möglich waren, wurde die Retrospektive 2021 auf die Berlinale 2022 verlegt. Das Programm ist somit identisch zu 2021. Es wird das komödiantische Werk der drei US-amerikanischen Schauspielerinnen Mae West (1893–1980), Rosalind Russell (1907–1976) und Carole Lombard (1908–1942) im Mittelpunkt stehen.
| Filmtitel (Verweistitel)                           | Regie                | Jahr | Darsteller                                                         |
| -------------------------------------------------- | -------------------- | ---- | ------------------------------------------------------------------ |
| Belle of the Nineties                              | Leo McCarey          | 1934 | Mae West, Roger Pryor, Johnny Mack Brown, John Miljan              |
| Design for Scandal (Rache ist süß)                 | Norman Taurog        | 1941 | Rosalind Russell, Walter Pidgeon, Edward Arnold, Lee Bowman        |
| Every Day’s a Holiday (Jeder Tag ein Feiertag)     | A. Edward Sutherland | 1938 | Mae West, Edmund Lowe, Charles Butterworth, Charles Winninger      |
| Four’s a Crowd (Liebe zu viert)                    | Michael Curtiz       | 1938 | Errol Flynn, Olivia de Havilland, Rosalind Russell, Patric Knowles |
| Go West Young Man (Auf in den Westen)              | Henry Hathaway       | 1936 | Mae West, Warren William, Randolph Scott, Alice Brady              |
| Goin’ to Town                                      | Alexander Hall       | 1935 | Mae West, Paul Cavanagh, Gilbert Emery, Marjorie Gateson           |
| Hands Across the Table (Liebe im Handumdrehen)     | Mitchell Leisen      | 1935 | Carole Lombard, Fred MacMurray, Ralph Bellamy, Astrid Allwyn       |
| Hired Wife                                         | William A. Seiter    | 1940 | Rosalind Russell, Brian Aherne, Virginia Bruce, Robert Benchley    |
| His Girl Friday (Sein Mädchen für besondere Fälle) | Howard Hawks         | 1940 | Cary Grant, Rosalind Russell, Ralph Bellamy, Gene Lockhart         |
| I’m No Angel (Ich bin kein Engel)                  | Wesley Ruggles       | 1933 | Mae West, Cary Grant, Gregory Ratoff, Edward Arnold                |
| Klondike Annie                                     | Raoul Walsh          | 1936 | Mae West, Victor McLaglen, Phillip Reed, Helen Jerome Eddy         |
| Lady by Choice                                     | David Burton         | 1934 | Carole Lombard, May Robson, Roger Pryor, Walter Connolly           |
| My Little Chickadee (Mein kleiner Gockel)          | Edward F. Cline      | 1940 | Mae West, W. C. Fields, Joseph Calleia, Dick Foran                 |
| My Man Godfrey (Mein Mann Godfrey)                 | Gregory La Cava      | 1936 | William Powell, Carole Lombard, Alice Brady, Gail Patrick          |
| Mr. & Mrs. Smith                                   | Alfred Hitchcock     | 1941 | Carole Lombard, Robert Montgomery, Gene Raymond, Jack Carson       |
| My Sister Eileen (Meine Schwester Ellen)           | Alexander Hall       | 1942 | Rosalind Russell, Brian Aherne, Janet Blair, George Tobias         |
| Night After Night                                  | Archie Mayo          | 1932 | George Raft, Constance Cummings, Wynne Gibson, Mae West            |
| No Man of Her Own                                  | Wesley Ruggles       | 1932 | Clark Gable, Carole Lombard, Dorothy Mackaill, Grant Mitchell      |
| Nothing Sacred (Denen ist nichts heilig)           | William A. Wellman   | 1937 | Carole Lombard, Fredric March, Charles Winniger, Walter Connolly   |
| She Done Him Wrong (Sie tat ihm Unrecht)           | Lowell Sherman       | 1933 | Mae West, Cary Grant, Owen Moore, Gilbert Roland                   |
| Take a Letter, Darling (Liebling, zum Diktat)      | Mitchell Leisen      | 1942 | Rosalind Russell, Fred MacMurray, Macdonald Carey, Constance Moore |
| This Thing Called Love                             | Alexander Hall       | 1941 | Rosalind Russell, Melvyn Douglas, Binnie Barnes, Allyn Joslyn      |
| To Be or Not to Be (Sein oder Nichtsein)           | Ernst Lubitsch       | 1942 | Carole Lombard, Jack Benny, Robert Stack, Felix Bressart           |
| True Confession (Ein Mordsschwindel)               | Wesley Ruggles       | 1937 | Carole Lombard, Fred MacMurray, John Barrymore, Una Merkel         |
| Twentieth Century (Napoleon vom Broadway)          | Howard Hawks         | 1934 | John Barrymore, Carole Lombard, Walter Connolly, Roscoe Karns      |
| What a Woman! (Eine Frau hat Erfolg)               | Irving Cummings      | 1943 | Rosalind Russell, Brian Aherne, Willard Parker, Alan Dinehart      |
| The Women (Die Frauen)                             | George Cukor         | 1939 | Norma Shearer, Joan Crawford, Rosalind Russell, Mary Boland        |

## Preisträger
Internationaler Wettbewerb
- Goldener Bär: Alcarràs – Regie: Carla Simón, Produktion: Maria Zamora, Stefan Schmitz, Sergi Moreno, Tono Folguera
- Silberner Bär – Großer Preis der Jury: Die Schriftstellerin, ihr Film und ein glücklicher Zufall – Regie: Hong Sang-soo
- Silberner Bär – Preis der Jury: Robe of Gems – Regie: Natalia López
- Silberner Bär – Beste Regie: Claire Denis (Mit Liebe und Entschlossenheit)
- Silberner Bär – Beste Hauptrolle: Meltem Kaptan (Rabiye Kurnaz gegen George W. Bush)
- Silberner Bär – Beste Nebenrolle: Laura Basuki (Before, Now & Then)
- Silberner Bär – Bestes Drehbuch: Laila Stieler (Rabiye Kurnaz gegen George W. Bush)
- Silberner Bär – Herausragende künstlerische Leistung: Rithy Panh und Sarit Mang (Everything Will Be OK)
- Lobende Erwähnung: Drei Winter – Regie: Michael Koch

Encounters
- Bester Film: Mutzenbacher – Regie: Ruth Beckermann
- Beste Regie: Cyril Schäublin (Unruh)
- Spezialpreis der Jury: Bis Freitag, Robinson – Regie: Mitra Farahani

Dokumentarfilmpreis
- Bester Dokumentarfilm: Myanmar Diaries – Flaschenpost aus Myanmar – Regie: The Myanmar Film Collective
- Lobende Erwähnung: No U-Turn – Regie: Ike Nnaebue

Berlinale Shorts
- Goldener Bär für den besten Kurzfilm: Trap – Regie: Anastasia Veber
- Silberner Bär – Preis der Jury: Manhã de Domingo (Sunday Morning) – Regie: Bruno Ribeiro
- Lobende Erwähnung: Bird in the Peninsula – Regie: Atsushi Wada
- Kurzfilm-Nominierung für den Europäischen Filmpreis: El sembrador de estrellas – Regie: Lois Patiño

Generation
Kinder- und Jugendjurys:
- Generation 14plus
  - Gläserner Bär für den besten Film: Alis – Regie: Clare Weiskopf und Nicolás van Hemelryck
  - Lobende Erwähnung: Stay Awake – Regie: Jamie Sisley

- Generation Kplus
  - Gläserner Bär für den besten Film: Comedy Queen – Regie: Sanna Lenken
  - Lobende Erwähnung: The Quiet Girl (An Cailín Ciúin) – Regie: Colm Bairéad

Internationale Jury:
- 14plus – Bester Spielfilm:

- Kind Hearts – Regie: Olivia Rochette und Gerard-Jan Claes
- Skhema – Regie: Farkhat Sharipov

- Großer Preis der Internationalen Jury für den Besten Film in der Sektion Kplus – Jurymitglieder: Daniela Cajías, Nicola Jones, Samuel Kishi Leopo

- Großer Preis für den besten Film: The Quiet Girl (An Cailín Ciúin) – Regie: Colm Bairéad
- Lobende Erwähnung: Shabu – Regie: Shamira Raphaëla

GWFF-Preis Bester Erstlingsfilm
- Preisträger: Sonne – Regie: Kurdwin Ayub

Preis Perspektive Deutsches Kino
- Kompass-Perspektive-Preis: Ladies Only – Regie: Rebana Liz John
- Heiner-Carow-Preis: Rafael Starman (Kamera) für Gewalten

Panorama Publikums-Preis
Spielfilm
- Baqyt – Regie: Askar Uzabayev
- 2. Platz: Klondike – Regie: Maryna Er Horbatsch
- 3. Platz: Fogaréu – Regie: Flávia Neves

Dokumentarfilm
- Aşk, Mark ve Ölüm – Regie: Cem Kaya
- 2. Platz: Nel mio nome – Regie: Nicolò Bassetti
- 3. Platz: Myanmar Diaries – Flaschenpost aus Myanmar – Regie: The Myanmar Film Collective

Unabhängige Jurys
- Preis der Ökumenischen Jury

- Wettbewerb: Frieden, Liebe und Death Metal – Regie: Isaki Lacuesta
- Panorama: Klondike – Regie: Maryna Er Horbatsch
- Forum: Geographies of Solitude  – Regie: Jacquelyn Mills

- FIPRESCI-Preis

- Wettbewerb: Leonora addio – Regie: Paolo Taviani
- Panorama: Bettina – Regie: Lutz Pehnert
- Forum: Super Natural – Regie: Jorge Jácome
- Encounters: Coma – Regie: Bertrand Bonello

- Gilde-Filmpreis

- Rabiye Kurnaz gegen George W. Bush – Regie: Andreas Dresen

- CICAE Art Cinema Award

- Panorama: Produkty 24 – Regie: Michael Borodin
- Forum: Geographies of Solitude – Regie: Jacquelyn Mills

- Label Europa Cinemas

- Beautiful Beings – Regie: Guðmundur Arnar Guðmundsson

- Caligari Filmpreis

- Geographies of Solitude – Regie: Jacquelyn Mills

- Friedensfilmpreis

- Sab changa si – Regie: Teresa A. Braggs

- Amnesty International Filmpreis

- Myanmar Diaries – Flaschenpost aus Myanmar – Regie: The Myanmar Film Collective

- AG KINO GILDE 14plus

- Stay Awake – Regie: Jamie Sisley

- Teddy Award[30]

- Bester Spielfilm: Três tigres tristes – Regie: Gustavo Vinagre
- Bester Kurzfilm: Mars exalté (Exalted Mars) – Regie: Jean-Sébastien Chauvin
- Bester Dokumentarfilm: Alis – Regie: Clare Weiskopf und Nicolás van Hemelryck
- Jury Award: Nelly & Nadine von Magnus Gertten

Förderpreise
- Kompagnon-Förderpreis

- Kurinji – Regie: Payal Sethi (Berlinale Talents 2022 Script Station)
- She Makes and Unmakes – Regie: Jonas Bak (Perspektive Deutsches Kino 2021 Alumnus)
- Lobende Erwähnung: Traces of the Phoenix – Regie: Jide Akinleminu (Perspektive Deutsches Kino 2021 Alumnus)

- ARTEKino International Award

- Girls Will Be Girls – Regie: Shuchi Talati, Produktion: Pooja Chauhan

- Eurimages Co-Production Development Award

- My Favorite Cake – Regie: Behtash Sanaeeha und Maryam Moghadam, Produktion: Caractères Productions und Honare Khiyal

- VFF Talent Highlight Award

- Girls Will Be Girls – Regie: Shuchi Talati, Produktion: Pooja Chauhan

- Talents Footprints – Mastercard Enablement Programme

- Ammar Aziz, Girls’ Sexual Abuse Prevention Program (GSAP), Pakistan
- Laura Helena Bermúdez Mesquita, Third Cinema, Honduras
- Shuchi Talati, Bright Squad, Indien

## Branchenveranstaltungen
European Film Market
Unter dem Motto „It all (re)starts here“ soll der European Film Market vom 10. bis 17. Februar 2022 mit Ausstellungsflächen im Gropius Bau und im Marriott Hotel veranstaltet werden. Der Markt dient dem Rechtehandel und es sollen zahlreiche Marktvorführungen in den umliegenden Kinos und in Online-Screenings veranstaltet werden. Der Berlinale Co-Production Market ist Teil des European Film Market. Leiterin und Projekt-Kuratorin des Berlinale Co-Production Market ist Martina Bleis.
Berlinale Series Market
Der Berlinale Series Market soll vom 14. bis 16. Februar 2022 veranstaltet werden. Neben einer Auswahl von Marktvorführungen ist eine Konferenz zum Thema „Highend Serie“ vorgesehen.
Berlinale Talents
Die 20. Auflage der Berlinale Talents ist als Programm von öffentlich zugänglichen Talks und Diskussionen geplant. Die 200 eingeladenen Talente sollen überwiegend in Präsenz an der Veranstaltung teilnehmen. Ergänzt werden soll das Programm durch Live-Streamings und interaktive Formate. Projektmanagerin ist Christine Tröstrum, Programmmanager Florian Weghorn.